# IIHF Challenge Cup of Asia 2011
Der IIHF Challenge Cup of Asia 2011 war die vierte Austragung des durch die Internationale Eishockey-Föderation IIHF durchgeführten Wettbewerbs. Das Turnier wurde vom 25. bis 30. April 2011 in der kuwaitischen Hauptstadt Kuwait ausgetragen. Gespielt wurde in der dortigen Nationalen Eislaufhalle.
Den Titel sicherte sich zum ersten Mal Hongkong, das alle Turnierspiele gewinnen konnte und sich mit 15 Punkten vor den Vereinigten Arabischen Emiraten und Thailand durchsetzte. Neben dem langjährigen Weltmeisterschaftsteilnehmer Mongolei und dem letztjährigen Vierten Malaysia verzichtete auch der Titelverteidiger Republik China (Taiwan) auf eine Teilnahme.

## Modus
Die sechs teilnehmenden Mannschaften spielten im Modus Jeder-gegen-Jeden.

## Austragungsort
| \| Kuwait \|                   |
| Austragungsort der Wettbewerbs |
| Kuwait                         |

| Kuwait |

## Turnierverlauf
| 25. April 2011 12:00 Uhr (Ortszeit) | Thailand | 29:0 (-:-, -:-, -:-) Spielbericht | Indien | Nationale Eislaufhalle, Kuwait |

| 25. April 2011 15:30 Uhr | Hongkong | 5:4 (0:1, 4:0, 1:3) Spielbericht | Vereinigte Arabische Emirate | Nationale Eislaufhalle, Kuwait |

| 25. April 2011 20:30 Uhr | Kuwait | 8:3 (0:0, 6:1, 2:2) Spielbericht | Macau | Nationale Eislaufhalle, Kuwait |

| 26. April 2011 13:00 Uhr | Vereinigte Arabische Emirate | 8:0 (3:0, 3:0, 2:0) Spielbericht | Macau | Nationale Eislaufhalle, Kuwait |

| 26. April 2011 16:30 Uhr | Thailand | 5:7 (3:0, 1:2, 1:5) Spielbericht | Hongkong | Nationale Eislaufhalle, Kuwait |

| 26. April 2011 20:00 Uhr | Indien | 2:39 (-:-, -:-, -:-) Spielbericht | Kuwait | Nationale Eislaufhalle, Kuwait |

| 27. April 2011 13:00 Uhr | Hongkong | 15:0 (-:-, -:-, -:-) Spielbericht | Indien | Nationale Eislaufhalle, Kuwait |

| 27. April 2011 16:30 Uhr | Thailand | 8:3 (-:-, -:-, 3:0) Spielbericht | Macau | Nationale Eislaufhalle, Kuwait |

| 27. April 2011 20:00 Uhr | Vereinigte Arabische Emirate | 2:0 (1:0, 0:0, 1:0) Spielbericht | Kuwait | Nationale Eislaufhalle, Kuwait |

| 29. April 2011 13:00 Uhr | Macau | 0:13 (0:8, -:-, -:-) Spielbericht | Hongkong | Nationale Eislaufhalle, Kuwait |

| 29. April 2011 16:30 Uhr | Indien | 0:10 (0:5, -:-, -:-) Spielbericht | Vereinigte Arabische Emirate | Nationale Eislaufhalle, Kuwait |

| 29. April 2011 20:00 Uhr | Kuwait | 3:6 (0:3, 0:0, 3:3) Spielbericht | Thailand | Nationale Eislaufhalle, Kuwait |

| 30. April 2011 12:00 Uhr | Macau | 8:0 (3:0, 2:0, 3:0) Spielbericht | Indien | Nationale Eislaufhalle, Kuwait |

| 30. April 2011 15:30 Uhr | Hongkong | 6:1 (-:-, -:-, -:-) Spielbericht | Kuwait | Nationale Eislaufhalle, Kuwait |

| 30. April 2011 19:00 Uhr | Vereinigte Arabische Emirate | 6:3 (1:1, 3:1, 2:1) Spielbericht | Thailand | Nationale Eislaufhalle, Kuwait |

| Pl. |                              | Sp | S | OTS | OTN | N | Tore   | Punkte |
| 1.  | Hongkong                     | 5  | 5 | 0   | 0   | 0 | 46:010 | 15     |
| 2.  | Vereinigte Arabische Emirate | 5  | 4 | 0   | 0   | 1 | 30:008 | 12     |
| 3.  | Thailand                     | 5  | 3 | 0   | 0   | 2 | 51:019 | 9      |
| 4.  | Kuwait                       | 5  | 2 | 0   | 0   | 3 | 51:019 | 6      |
| 5.  | Macau                        | 5  | 1 | 0   | 0   | 4 | 14:037 | 3      |
| 6.  | Indien                       | 5  | 0 | 0   | 0   | 5 | 02:101 | 0      |

Abkürzungen: Pl. = Platz, Sp = Spiele, S = Siege, OTS = Siege nach Verlängerung (Overtime) oder Penaltyschießen, OTN = Niederlagen nach Verlängerung oder Penaltyschießen, N = Niederlagen